# خانه‌های بریم شماره ۲۲۷
خانه‌های بریم شماره ۲۲۷ مربوط به دوره پهلوی دوم است و در آبادان، منطقه مسکونی بریم، پلاک ۲۲۷ واقع شده و این اثر در تاریخ ۱۲ شهریور ۱۳۸۶ با شمارهٔ ثبت ۱۹۴۶۸ به‌عنوان یکی از آثار ملی ایران به ثبت رسیده است.